# Deromantis limbalicollis
Deromantis limbalicollis es una especie de mantis de la familia Tarachodidae.

## Distribución geográfica
Se encuentra en Camerún.